# Kim Da-hyun
Dans ce nom coréen, le nom de famille, Kim, précède le nom personnel.
Pour les articles homonymes, voir Kim.
Kim Da-hyun (coréen : 김다현), également connue sous le mononyme Dahyun, née le 28 mai 1998, est une chanteuse, rappeuse et actrice sud-coréenne. Elle est surtout connue pour faire partie du girl group sud-coréen Twice formé en 2015 par le label JYP Entertainment. Elle contribue aussi à l’écriture des paroles au sein du groupe.

## Biographie
Kim Da-hyun est née le 28 mai 1998 à Seongnam, en Corée du Sud. Elle a grandi avec ses parents et un frère ainé.
En 2015, après une formation de près de 3 ans et demi à la JYP Entertainment, Dahyun est sélectionnée par l'agence pour participer à l'émission Sixteen. À l'issue de celle-ci, Dahyun est choisie pour former le groupe Twice, aux côtés de Nayeon, Jeongyeon, Momo, Sana, Jihyo, Mina, Chaeyoung et Tzuyu. Le groupe entame officiellement sa carrière le 20 octobre 2015 avec la sortie de son premier mini-album (EP) The Story Begins mené par le titre phare Like Ooh-Ahh.
En 2017, Dahyun a été élue dix-septième artiste musicale la plus populaire en Corée du Sud par l’institut de recherche Gallup Korea.
En 2024, Dahyun annonce se préparer à faire ses débuts en tant qu'actrice avec sa participation aux films sud-coréens Sprint, et, You Are the Apple of My Eye. Ce dernier sera diffusé en avant première au Festival international du film de Busan le 3 octobre 2024 avant sa sortie officielle quelques mois plus tard.

## Discographie

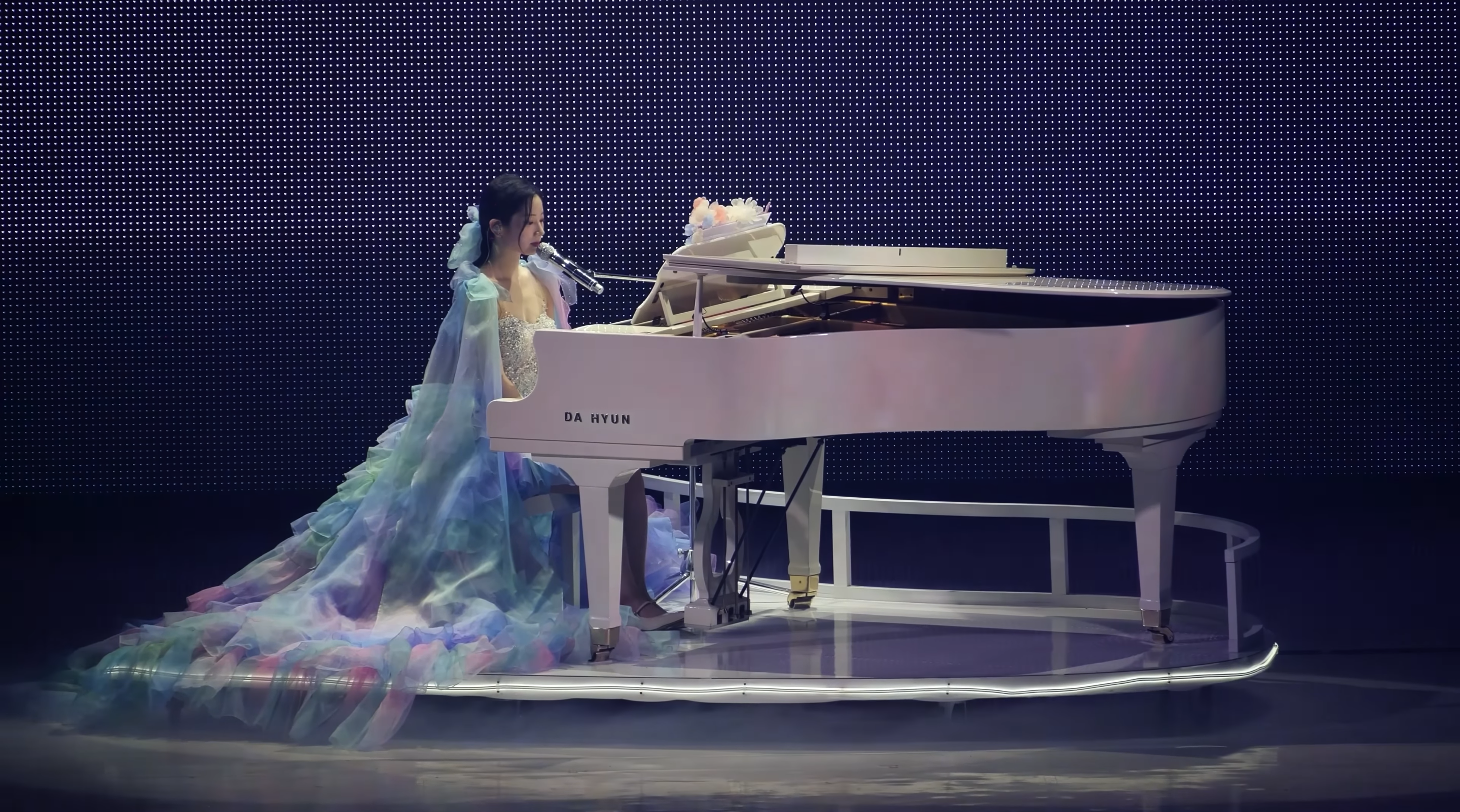
Performance solo de Dahyun lors du Ready To Be Tour en 2023.

### Crédits musicaux
| Année | Titre                 | Artiste | Album                   | Autre(s) crédit(s)          |
| ----- | --------------------- | ------- | ----------------------- | --------------------------- |
| 2017  | Missing U             | Twice   | Twicetagram             | earattack et Chaeyoung      |
| 2019  | Trick It              | Twice   | Feel Special            | JQ                          |
| 2019  | 21:29                 | Twice   | Feel Special            | Twice                       |
| 2020  | Bring It Back         | Twice   | Eyes Wide Open          | Aucun(s)                    |
| 2020  | Queen                 | Twice   | Eyes Wide Open          | Aucun(s)                    |
| 2021  | Scandal               | Twice   | Taste of Love           | Aucun(s)                    |
| 2021  | SOS                   | Twice   | Taste of Love           | Aucun(s)                    |
| 2021  | Cruel                 | Twice   | Formula of Love: O+T=<3 | Aucun(s)                    |
| 2022  | Celebrate             | Twice   | Celebrate               | J. Y. Park, Twice et Co-sho |
| 2022  | Tick Tock             | Twice   | Celebrate               | Mayu Wakisaka               |
| 2022  | That's all I'm saying | Twice   | Celebrate               | Risa Horie                  |
| 2022  | Gone                  | Twice   | Between 1&2             | Aucun(s)                    |
| 2022  | When We Were Kids     | Twice   | Between 1&2             | Aucun(s)                    |
| 2023  | Blame It on Me        | Twice   | Ready To Be             | Aucun(s)                    |
| 2023  | Crazy Stupid Love     | Twice   | Ready To Be             | Aucun(s)                    |
| 2024  | You Get Me            | Twice   | With You-th             | Aucun(s)                    |
| 2024  | Keeper                | Twice   | Strategy                | Aucun(s)                    |

## Filmographie

### Films
| Année   | Titre                       | Titre original                | Réalisateur      | Rôle       | Note(s)        | Réf.   |
| ------- | --------------------------- | ----------------------------- | ---------------- | ---------- | -------------- | ------ |
| 2025    | You Are the Apple of My Eye | 그 시절, 우리가 좋아했던 소녀 | Cho Young-myoung | Oh Seon-ah | Rôle principal | [ 10 ] |
| À venir | Sprint                      | 전력질주                      | Lee Seung-hoon   | Im Ji-eun  | Rôle principal | [ 11 ] |

### Séries
| Année   | Titre   | Titre original | Chaîne | Rôle      | Note(s)        | Réf.   |
| ------- | ------- | -------------- | ------ | --------- | -------------- | ------ |
| À venir | Love Me | 러브 미        | JTBC   | Ji Hye-on | Rôle principal | [ 12 ] |

## Émissions télévisées
| Année(s)  | Titre                             | Chaine     | Rôle                           | Réf.   |
| --------- | --------------------------------- | ---------- | ------------------------------ | ------ |
| 2015      | Sixteen                           | Mnet       | Compétitrice                   | [ 13 ] |
| 2016–2019 | M Countdown                       | Mnet       | Présentatrice spéciale (5 ép.) |        |
| 2016      | Real Man                          | MBC        | Membre du casting              | [ 14 ] |
| 2016      | Weekly Idol - Idol’s The Best     | MBC every1 | Membre du casting              | [ 15 ] |
| 2016      | KBS Song Festival                 | KBS        | Présentatrice spéciale         |        |
| 2018      | KBS Song Festival                 | KBS        | Présentatrice                  | [ 16 ] |
| 2019      | Idol Star Athletics Championships | MBC        | Présentatrice spéciale         |        |
| 2019      | Chuseok Idol Star Championships   | MBC        | Présentatrice                  | [ 17 ] |
| 2020      | Idol Star Athletics Championships | MBC        | Présentatrice                  | [ 17 ] |
| 2022      | Show! Music Core                  | MBC        | Présentatrice spéciale (3 ép.) | [ 18 ] |
| 2022      | Chuseok Idol Star Championships   | MBC        | Présentatrice                  | [ 19 ] |